# Highclere Castle
Highclere Castle er et country house (landsted) i jacobetiansk stil med en park anlagt af Capability Brown. Den dækker omkring 2000 hektar og ligger i Hampshire i England omkring 8 km syd for Newbury i Berkshire. Det er hovedsæde for Jarlen af Carnarvon, der er en gren af den anglo-walisiske Herbertfamilie.
Highclere Castle har bl.a. været brugt som lokation til den britiske komedieserie Jeeves and Wooster med Hugh Laurie og Stephen Fry og den prisvindende historiske dramaserie Downton Abbey. Slottet og parken er åbne for offentligheden i juli og august og på udvalgte dage resten af året.

## Historie

### Tidlige år
Slottet står, hvor et tidligere hus har ligget. Det var igen bygget på fundamentet af det palads, som biskoppen af Winchesters havde, da han ejede godset fra 700-tallet. Det oprindelige sted er noteret i Domesday Book 1087.

### Edward af Caernarfon
I kong Edvard 2.s' rejseplan står, at han den 2. september 1320 med Rigaud af Assier, biskoppen af Winchester, var på Bishop's Clere (Highclere)). På samme tur var han den 31. august 1320 på Sandleford Priory, hvor han tilsyneladende var en nat, og den 29. og 30. august var han i Crookham.

### Robert Sawyer
Fra 1679 har Highclere været hjem for Jarlen af Carnarvon og hans aner.
I 1692 testamenterede advokat Sir Robert Sawyer, MP, speaker og Samuel Pepys' studiekammerat, Highclere til sin eneste datter Margaret, der blev den første af 8. Jarl af Pembrokes koner. Deres søn, Robert Sawyer Herbert, arvede Highclere, og grundlagde stedets samling af portrætter og opførte havetemplet. Hans nevø og arving, Henry Herbert, blev gjort til Baron Porchester og senere Jarl af Carnarvon af Georg 3. af Storbritannien.

### Moderne tid
Slottet blev hjem for 5. Jarl, der var samler af egyptiske genstande og var en entusiastisk amatør ægyptolog. Han sponsorerede udgravninger af kongegrave i Deir el-Bahari (Theben) i 1907. Han fulgte snere med arkæologen Howard Carter under hans opdagelse af Tutankhamuns grav i 1922.
I 1969 blev Henry Herbert, 7. jarl af Carnarvon manager af dronning Elizabeth 2.'s heste. Den 7. jarl og dronningen var gode venner, og hun var en hyppig gæst til hans død i 2001.

## Som filmlokalitet
- 1982: Highclere var den rige englænders hjem, som Mr. Fortescue besøgte for at bede om penge i filmen The Missionary fra 1982 med Michael Palin
- 1987: Billeder af både interiør og eksteriør blev brugt som Mistlethwaite Manor i Hallmark Hall of Fames 1987 versionen af The Secret Garden.[9]
- 1990: En morders hænder med Anthony Andrews som professor Moriaty. Der er optagelser fra hallen og parken.
- 1990–1993: Highclere gjorde det ud for Totleigh Towers i tv-versionen af Jeeves and Wooster.
- 1991: Eksteriøret blev brugt som lord Graves' hus i filmen King Ralph.[10]
- 1992: Highclere blev anvendt som hjem for den 23. Jarl af Leete i Jim Broadbent og Mike Leighs 1992 mockbiografi A Sense of History.
- 1999: Salonen på slottet blev brugt som det primære interiør i Stanley Kubricks sidste film Eyes Wide Shut.[11]
- 2001: Eksteriøret blev brugt som Raichand mansion i Bollywood blockbuster Kabhi Khushi Kabhie Gham.
- 2001: Interiøret og eksteriøret blev anvendt til Mistlethwaite Manor i Back to the Secret Garden.
- 2002: Salonen blev brugt i The Four Feathers med Heath Ledger.[12]
- 2004: I episoden "4:50 From Paddington" af Agatha Christie's Marple var Highclere Rutherford Hall.
- 2006: John Legends musikvideo til "Heaven Only Knows" anvendte slottet som kulisse.
- 2007: Det var lokation for Countryside Rocks-koncerten, der skulle skaffe midler til pro-rævejagt organisationen Countryside Alliance, der bl.a. talte Bryan Ferry, Steve Winwood, Eric Clapton, Steve Harley og Kenney Jones som optrædende.[13]
- 2010–2015: Det var den primære lokalitet for den britiske serie Downton Abbey.[14][15][16][17] hvilket gjorde at tidsskriftet The Tatler refererede til området omkring Highclere som "Downtonia".[18] Slottets store sal og adskillige af soveværelserne blev brugt under indspilningen af serien, mens resten af sættet blev opbygget i et studie i London, for at lette transporten af filmudstyret.[19]